# جبل القمر
جبل القَمَر والشحرية الجبّالية إقيار ، سُمي بهذا الاسم نسبةً لقبيلة القمر المهرية الذين يعتبرون السكان الأصليين لهذا الجبل، وهي سلسلة جبال مرتفعة ملاصقة بحر العرب وتقع في المناطق الجنوبية الحدودية بين سلطنة عمان والجمهورية اليمنية.

## الموراد الطبيعية
تملك جبال القمر الكثير من الموارد المعدنية النادرة في شبه الجزيرة العربية، وتعتبر مناطق الوجه البحري من أخصب أراضي ظفار وبها أجود المراعي وتعتبر مصدرة للحوم والألبان والسمن والجلود وغيرها من الموارد الأخرى.